# Мария Венгерская (королева Неаполя)
Мария Венгерская (1257, неизвестно — 25 марта 1323, Неаполь) — королева-консорт Неаполитанского королевства из Арпадской династии.

## Биография
Мария была второй из шести детей венгерского короля Иштвана V и его жены Елизаветы, предположительно дочери хана Котяна. Елизавета была язычницей и, чтобы выйти замуж за Иштвана, ей пришлось принять христианство. В 1270 году, когда Марии было всего 12 лет, она была выдана замуж за Карла, старшего сына и наследника Карла Анжуйского.
10 июля 1290 года брат Марии венгерский король Ласло IV Кун умер, не оставив потомства. Встал вопрос о престолонаследии. У Ласло было четыре сестры, три из которых пережили его, все четыре были замужем за сильными правителями, и у трёх из четырёх были собственные дети. 21 сентября 1290 года Мария предъявила свои права на венгерский трон, начав борьбу против своей сестры Екатерины, а также партии, представлявшей интересы детей своей умершей младшей сестры Анны и византийского императора Андроника II. В 1291 году папский легат короновал Марию в Неаполе, однако титул и права на трон были переданы ею своему старшему сыну — Карлу Мартеллу. После его смерти Папа 30 августа 1295 года подтвердил, что лишь Мария имеет права на Венгрию. Тем не менее, сын Екатерины — Стефан Владислав II — оставался опасным соперником, и в итоге получил Славонию.
Карл Мартелл был лишь титулярным королём Венгрии. Реальным королём стал лишь его сын, Карл Роберт. Линии Марии и Катерины в итоге слились в их правнучке Марии, которая стала королевой Венгрии в 1382 году.
Елизавета была замужем за чешским рыцарем Завишей из Фалькенштайна, который был регентом Богемии при Вацлаве II. Когда Завиша был в 1290 году обезглавлен под сомнительным предлогом, Елизавета с сыном бежала в Неаполь, где и провела некоторое время при дворе Марии. Предполагалось, что Елизавета уйдёт в монахини, однако ей удалось покинуть Неаполь, и она вышла замуж за брата мужа своей сестры Екатерины— Стефана Уроша II Милутина.
Муж Марии скончался в августе 1309 года. Остаток жизни она прожила в Неаполе.

## Дети
У Марии и Карла было 14 детей:
1. Карл Мартелл Анжуйский (1271—1295), титулярный король Венгрии
2. Людовик (1274—1297), епископ Тулузы
3. Роберт (1277—1343), король Неаполя[3]
4. Филипп (1278—1331), князь Ахейский и Тарантский, деспот Эпирский, король Албанский, номинальный император Константинопольский
5. Раймонд Беренгер (ок. 1281—1305), граф Андрии и Пьемонта
6. Иоанн (1283—1308), священник
7. Тристан (1284—1288)
8. Пётр (1291—1315), граф Гравинский
9. Иоанн (1294—1336), граф Гравинский, герцог Дураццо
10. Маргарита (1273—1299), графиня Анжу и Мэна, в 1290 году вышла замуж за Карла Валуа
11. Бланка (1280—1310), в 1295 году вышла замуж за арагонского короля Хайме II
12. Элеонора (1289—1341), в 1302 году вышла замуж за сицилийского короля Федериго II
13. Мария (1290—1346), в 1304 году вышла замуж за короля Майорки Санчо I, а после его смерти вышла в 1326 году замуж за Хайме де Эхерика
14. Беатриса (1291—1321), графиня Андрии, в 1305 году вышла замуж за Аццо VIII, маркграфа д’Эсте, а в 1309 — за Бертрана III де Бо, графа Андрии